# Festivalul Internațional de Film de la Cannes din 2020

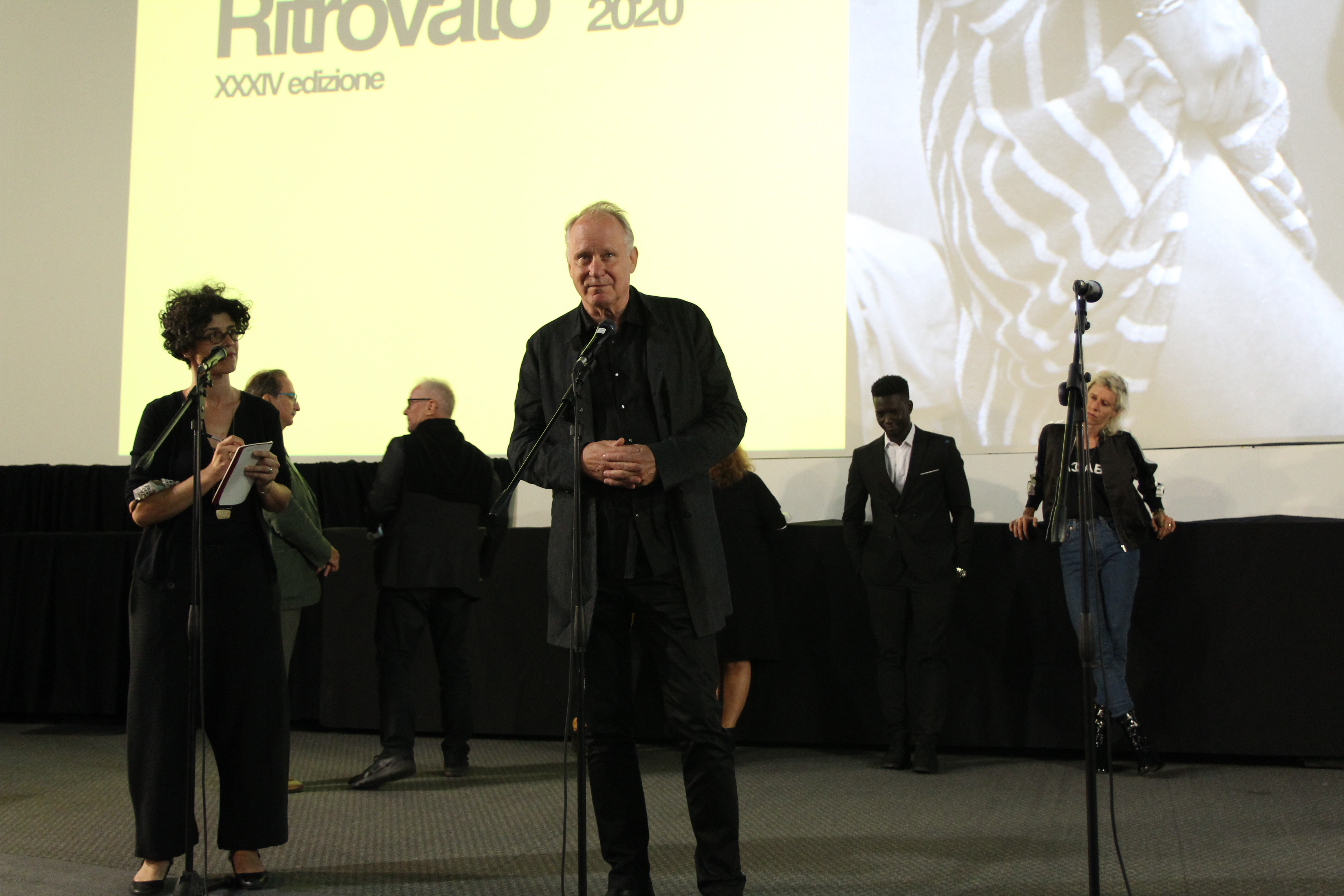
Actorul Stellan Skarsgård și directorul Festivalul Internațional de Film de la Cannes, Thierry Frémaux (în fundal) la premiera filmului Last Words (Ultimelele cuvinte) în timpul festivalului Cinema Ritrovato Festival din august 2020. Filmul fusese ales să fie prezentat la Cannes, înainte de festival, dar evenimentul a fost anulat din cauze cunoscute (pandemia COVID-19).

Cea de-a  73-a ediție anuală a Festivalului de Film de la Cannes  a fost programată să se desfășoare între 12 și 23 mai 2020.
Pe 13 ianuarie 2020, s-a confirmat că cineastul american Spike Lee fusese numit președinte al juriului pentru a 73-a ediție.
Oricum, datorită pandemiei de COVID-19, atât în Franța cât și în lume, conducerea festivalului a anunțat pe data de 14 aprilie 2020 că festivalul nu se poate „desfășura în forma sa obișnuită,” dar că forme alternative de participare „urmează a fi explorate.” Festivalul a fost anulat pentru prima dată din 1968.
Inițial, conducerea festivalului a luat în considerare organizarea festivalului în iunie sau iulie, și nu anularea evenimentului. La mijlocul lui martie 2020, locația cea mai importantă a festivalului, Grand Auditorium Louis Lumière, a fost transformat într-un adăpost temporar pentru cei fără locuințe.
În luna mai 2020, s-a anunțat că „ediția fizică a festivalului nu va avea loc,” dar mai multe evenimente modificate vor avea loc.
Înaintea anunțării listei a selecției oficiale, Thierry Frémaux, directorul Cannes Film Festival, spusese într-un interviu, că vorbise cu Spike Lee și că avea speranțe ca să-l aibă președinte al juriului la ediția din 2021. Tot atunci, Frémaux a confirmat, de asemenea, că prezentarea filmului lui Lee, Da 5 Bloods, ar fi trebuit să coincidă cu revenirea platformei Netflix pe covorul roșu, la categoria Out of Competition.